# ميلان بيترجيلا
ميلان بيترجيلا (بالتشيكية: Milan Petržela)‏ (مواليد 19 يونيو 1983 في براغ، تشيكوسلوفاكيا) لاعب كرة قدم تشيكي يجيد اللعب في مركز الجناح ويلعب حاليا في نادي فيكتوريا بلزن التشيكي منذ 2007.

## روابط خارجية
- ميلان بيترجيلا على موقع الاتحاد الدولي (مؤرشف)  (الإنجليزية)
- ميلان بيترجيلا على موقع الاتحاد الأوربي (الإنجليزية)
- ميلان بيترجيلا على موقع الاتحاد التشيكي (الإنجليزية)
- ميلان بيترجيلا على موقع قاعدة بيانات كرة القدم.إي يو (الإنجليزية)
- ميلان بيترجيلا على موقع بيانات كرة القدم. دي إي (الألمانية)
- ميلان بيترجيلا على موقع ناشيونال فوتبول تيمز (الإنجليزية)
- ميلان بيترجيلا على موقع Soccerway.com (الإنجليزية)
- ميلان بيترجيلا على موقع عالم كرة القدم.نت (الإنجليزية)
- ميلان بيترجيلا على موقع AS.com (الإسبانية)